# Yverdon-Sport FC
Yverdon-Sport FC is een Zwitserse voetbalclub uit Yverdon-les-Bains. De vereniging ontstond in 1948 na een fusie tussen FC Yverdon (1897), FC Concordia en White Star. Men speelde in totaal zes seizoenen in de hoogste voetbaldivisie. De clubkleuren zijn groen en wit.

## Geschiedenis

### FC Yverdon
FC Yverdon werd in 1897 opgericht en nam in datzelfde jaar nog deel aan het allereerste officieuze kampioenschap van Zwitserland en werd al na één wedstrijd uitgeschakeld. Het volgende seizoen won de club eerst van FC Neuchâtel, maar werd dan uitgeschakeld door Lausanne FC et CC. Hierna verdween de club in de anonimiteit.

### Concordia Yverdon
Concordia Yverdon speelde in 1911/12 voor het eerst in de hoogste klasse en werd laatste op zeven clubs in de groep west. Twee seizoenen werd de club troosteloos laatste met 0 punten en een doelsaldo van 8-68. De club moest een eindronde spelen om het behoud te verzekeren verloor van FC Baden en zou degraderen, maar speelde het volgende seizoen toch weer in de hoogste klasse vanwege de Eerste Wereldoorlog. Na 1915 speelde de club niet meer in de hoogste afdeling. In 1936 promoveerde de club naar de tweede klasse. Na twee middenmootplaatsen degradeerde de club in 1939.

### Yverdon-Sport FC
In 1948 fuseerden de drie clubs uit Yverdon. White Star had nooit op een hoog niveau gespeeld. In 1953 promoveerde de club naar de Nationalliga B (tweede klasse) en degradeerde na twee seizoenen. De club kon wel meteen terugkeren en werd onmiddellijk vijfde. In 1960 en 1961 werden de groen-witten vierde, maar degradeerde dan onverwachts in 1962. De club verdween meer dan twintig jaar van het toneel en kon pas in 1984 terugkeren voor één seizoen. In 1987 keerde de club opnieuw terug en werd nu een vaste waarde.
In 1993/94 speelde Yverdon-Sport FC dan voor het eerst in de hoogste klasse, maar het avontuur duurde slechts één seizoen. In 1999 keerde de club terug naar de Super League en werd vijfde in de kwalificatiefase, maar moest in de finaleronde genoegen nemen met een achtste plaats. Het volgende seizoen moest de club meedoen aan de eindronde om het behoud en werd daar vijfde op acht clubs en degradeerde weer. In 2005 promoveerde de club opnieuw naar de Super League, maar dit keer voor de laatste keer. De competitie was inmiddels hervormd en had geen play-offs meer. De groen-witten werden laatste met één punt achterstand op FC Schaffhausen en Neuchâtel Xamax. Na enkele seizoenen in de Challenge League moest het afdalen naar het derde niveau, de huidige Promotion League.
Tussen 2013 en 2017 kwam Yverdon-Sport zelfs uit op het vierde niveau. Daarna kon men terugkeren in de Promotion League. In het seizoen 2019/20 had het al een straatlengte voorsprong op de concurrentie voordat het seizoen werd afgebroken vanwege de coronapandemie. Het seizoen erna lukte het de club als nog om kampioen te worden en te promoveren naar de Challenge League. De groen-witten keerden hiermee terug in het profvoetbal. In 2023/24 stootte het zelfs door naar de Super League om na twee seizoenen weer te degraderen.

## Erelijst
- Schweizer Cup

Finalist: 2001

## Eindklasseringen
- 1952 3e
1. Liga
- 1953 2e
1. Liga
- 1954 7e
Nationalliga B
- 1955 14e
Nationalliga B
- 1956 2e
1. Liga
- 1957 5e
Nationalliga B
- 1958 9e
Nationalliga B
- 1959 12e
Nationalliga B
- 1960 4e
Nationalliga B
- 1961 4e
Nationalliga B
- 1962 14e
Nationalliga B
- 1963 5e
1. Liga
- 1964 4e
1. Liga
- 1965 8e
1. Liga
- 1966 6e
1. Liga
- 1967 8e
1. Liga
- 1968 6e
1. Liga
- 1969 7e
1. Liga
- 1970 10e
1. Liga
- 1971 9e
1. Liga
- 1972 6e
1. Liga
- 1973 6e
1. Liga
- 1974 11e
1. Liga
- 1975 13e
1. Liga
- 1976
2. Liga
- 1977
2. Liga
- 1978
2. Liga
- 1979 13e
1. Liga
- 1980
2. Liga
- 1981 1e
2. Liga
- 1982 2e
1. Liga
- 1983 3e
1. Liga
- 1984 2e
1. Liga
- 1985 15e
Nationalliga B
- 1986 4e
1. Liga
- 1987 2e
1. Liga
- 1988 7e
Nationalliga B
- 1989 1e
Nationalliga B
- 1990 3e
Nationalliga B
- 1991 1e
Nationalliga B
- 1992 3e
Nationalliga B
- 1993 1e
Nationalliga B
- 1994 11e
Nationalliga A
- 1995 2e
Nationalliga B
- 1996 1e
Nationalliga B
- 1997 8e
Nationalliga B
- 1998 5e
Nationalliga B
- 1999 2e
Nationalliga B
- 2000 8e
Nationalliga A
- 2001 10e
Nationalliga A
- 2002 5e
Nationalliga B
- 2003 8e
Nationalliga B
- 2004 7e
Challenge League
- 2005 1e
Challenge League
- 2006 10e
Super League
- 2007 11e
Challenge League
- 2008 10e
Challenge League
- 2009 4e
Challenge League
- 2010 9e
Challenge League
- 2011 16e
Challenge League
- 2012 4e
1. Liga
- 2013 16e
Promotion League
- 2014 7e
1. Liga
- 2015 2e
1. Liga
- 2016 5e
1. Liga
- 2017 1e
1. Liga
- 2018 3e
Promotion League
- 2019 2e
Promotion League
- 2020 1e
Promotion League
- 2021 1e
Promotion League
- 2022 8e
Challenge League
- 2023 1e
Challenge League
- 2024 9e
Super League
- 2025 12e
Super League
- 2026
Challenge League

- Niveau 1
- Niveau 2
- Niveau 3
- Niveau 4

## Resultaten per seizoen
| Seizoen   | №  | Clubs | Divisie             | Duels | Winst | Gelijk | Verlies | Doelsaldo | Punten | Tsch  |
| --------- | -- | ----- | ------------------- | ----- | ----- | ------ | ------- | --------- | ------ | ----- |
| 2005–2006 | 10 | 10    | Super League        | 36    | 9     | 5      | 22      | 38–64     | 32     | 3.475 |
| 2006–2007 | 11 | 18    | Challenge League    | 34    | 12    | 6      | 16      | 45–60     | 42     | 1.040 |
| 2007–2008 | 10 | 18    | Challenge League    | 34    | 10    | 13     | 11      | 39–35     | 43     | 1.121 |
| 2008–2009 | 4  | 16    | Challenge League    | 30    | 14    | 9      | 7       | 52–41     | 51     | 1.296 |
| 2009–2010 | 9  | 16    | Challenge League    | 30    | 10    | 9      | 11      | 50–38     | 39     | 1.068 |
| 2010–2011 | 16 | 16    | Challenge League    | 30    | 6     | 2      | 22      | 27–64     | 20     | 1.064 |
| 2011–2012 | 4  | 16    | 1. Liga (1)*        | 30    | 15    | 7      | 8       | 53–44     | 52     | 441   |
| 2012–2013 | 16 | 16    | Promotion League    | 30    | 3     | 5      | 22      | 29–83     | 14     | 1.064 |
| 2013–2014 | 7  | 14    | 1. Liga Classic (1) | 26    | 10    | 6      | 10      | 41–33     | 36     | 284   |
| 2014–2015 | 2  | 14    | 1. Liga Classic (1) | 26    | 13    | 8      | 5       | 58–42     | 47     | 275   |
| 2015–2016 | 5  | 14    | 1. Liga Classic (1) | 26    | 10    | 8      | 8       | 37–34     | 38     | 404   |
| 2016–2017 | 1  | 14    | 1. Liga Classic (1) | 26    | 19    | 5      | 2       | 64–27     | 62     | 362   |
| 2017–2018 | 3  | 16    | Promotion League    | 30    | 18    | 2      | 10      | 64–48     | 56     | 699   |
| 2018–2019 | 2  | 16    | Promotion League    | 30    | 17    | 9      | 4       | 55–22     | 60     | 578   |
| 2019–2020 | 1  | 16    | Promotion League    | 17    | 11    | 5      | 1       | 45–15     | 38     | 635   |
| 2020–2021 | 1  | 16    | Promotion League    | 22    | 13    | 7      | 2       | 60–25     | 46     | –     |
| 2021–2022 | 8  | 10    | Challenge League    | 36    | 11    | 11     | 14      | 44–52     | 44     | 739   |
| 2022–2023 | 1  | 10    | Challenge League    | 36    | 20    | 6      | 10      | 64–53     | 66     | 1.525 |
| 2023–2024 |    | 12    | Super League        | 38    |       |        |         | –         |        |       |

- = In het seizoen 2011/12 was het derde niveau onder de naam 1. Liga bekend. Na dat seizoen zou de nationaal ingerichte Promotion League worden ingevoerd dat als derde niveau zou gaan fungeren.
- = Het seizoen 2019/20 werd afgebroken vanwege de coronapandemie. Er vond in dat seizoen geen promotie en degradatie plaats.

## Bekende (oud-)spelers
- Mirsad Dedić
- Rudolf Elsener
- David Eto'o
- Blaise Nkufo
- Marko Pantelić
- Beat Sutter

### Internationals
De navolgende Europese voetballers kwamen als speler van Yverdon-Sport FC uit voor een vertegenwoordigend A-elftal. Tot op heden is Erkka Petäjä degene met de meeste interlands achter zijn naam. Hij kwam als speler van Yverdon-Sport FC in totaal zeven keer uit voor het Finse nationale elftal.
| Naam              | Van        | Tot        | Totaal | Nationaal elftal |
| ----------------- | ---------- | ---------- | ------ | ---------------- |
| Erkka Petäjä      | 25.01.1994 | 02.06.1994 | 7      | Finland          |
| Robert Langers    | 09.09.1992 | 20.05.1993 | 4      | Luxemburg        |
| Christophe Jaquet | 09.10.1999 | 23.02.2000 | 3      | Zwitserland      |
| Antal Nagy        | 31.08.1988 | 19.10.1988 | 3      | Hongarije        |
| Teitur Þórðarson  | 24.04.1985 | 12.06.1985 | 3      | IJsland          |